# Sergey Vdovin
Pour les articles homonymes, voir Vdovine.
Sergey Vdovin (né le 21 août 1993) est un coureur cycliste russe. Son frère jumeau Alexander est également coureur cycliste.

## Palmarès sur route
- 2013
  - 1re étape du Challenge Alavesa (contre-la-montre par équipes)
  - 2e du Trofeo San Juan y San Pedro
  - 2e du Mémorial Agustín Sagasti